# Mirosław Adamczyk
Miroslaw Adamczyk (Gdansk, 16 de julio de 1962) es un sacerdote polaco. 
Es a 2023 el nuncio apostólico en Argentina y en años anteriores tuvo el mismo cargo en Gambia, en Sierra Leona, Panamá y Liberia. Es el arzobispo titular de Otriculum.